# Francisco de Barreda y Acebedo
Francisco de Barreda y Acebedo (Sevilla, 6 de mayo de 1713-Sevilla, 21 de mayo de 1791) fue un marino y escritor español.

## Biografía
Natural de Sevilla, estudió en el Real Colegio Seminario de San Telmo de la capital hispalense, donde, tras navegar desde 1730 hasta 1758, tomó posesión de la cátedra de Matemáticas. Fue autor de diversas obras impresas —El marinero instruido en el arte de la navegación (1766) y El Arithmético inferior speculativo y práctico (1770)— y también manuscritas, como Apéndice de reflexiones marítimas sobre el modo de trabajar el diario en la mar; Tratado de la Trigonometría plana y esférica en general, con el uso de las escalas plana, artificial y doble, aplicada a la navegación; Extracto en forma de diálogos, para la más pronta educación de los colegiales de San Telmo de Sevilla, sobre la Aritmética, Geometría y Trigonometría plana y esférica; Conferencias náuticas sobre los Globos celeste y terráqueo; Modo de trabajar los puntos diarios de la navegación cuando han acaecido corrientes, y Llave maestra dirigida a la forma de resolver todo género de triángulos esféricos. Falleció en su localidad natal en 1791, y recibió sepultura en la iglesia de San Lorenzo.